# Syväjärvi (sjö i Mörskom, Nyland)
Syväjärvi är en sjö i kommunen Mörskom i landskapet Nyland i Finland. Sjön ligger 44,8 meter över havet. Den är 7,5 meter djup. Arean är 34 hektar och strandlinjen är 3,73 kilometer lång. Sjön  ingår i Forsby å huvudavrinningsområde.   Den ligger omkring 76 km nordöst om Helsingfors. 